# 마틸다 매크리어
마틸다 맥크리어(Matilda McCrear, 1857년경 – 1940년 1월 13일), 본명은 아바케(Àbáké)이며, 대서양 노예 무역과 노예선 클로틸다의 미국 내 마지막 생존자로 알려져 있다. 그녀는 요루바족으로, 두 살 때 어머니와 언니와 함께 납치되어 앨라배마 모빌군 모빌로 끌려왔다.
자매는 어머니와 떨어져 팔려갔고 다시는 만나지 못했다. 남부에서 연방군이 점령하지 않은 지역에 있던 다른 미국인 노예들과 함께, 마틸다는 1863년 노예 해방 선언으로 자유를 얻었다. 그녀와 가족은 1865년 노예 제도가 법적으로 폐지된 후에야 자유를 얻었다. 그녀는 성인이 되어서도 소작농으로 일했으며, 독일 태생의 미국인 사실혼 남편과의 사이에 열네 명의 자녀를 두었다. 그녀는 셀마에서 사망했다.
맥크리어의 삶은 뉴캐슬 대학교의 해나 더킨이 2020년에 발표한 연구를 통해 대중에게 알려졌다.

## 삶
맥크리어는 어린 시절 서아프리카에서 어머니와 언니와 함께 집을 공격한 서아프리카 왕국 다호메이의 군대에 의해 붙잡혔다. 다호메이인들은 포로들을 노예 무역 항구인 우이다로 수송했다. 아프리카에서 미국으로 포로들을 운송한 마지막 노예선으로 알려진 클로틸다의 윌리엄 포스터 선장은 나중에 우이다에 도착하여 맥크리어를 포함한 110명의 아프리카 노예들을 불법적으로 미국으로 수송했다 (미국은 노예 수입 금지법으로 1808년에 대서양 노예 무역을 금지했다).

포스터는 1860년 그의 일지에 노예 포로들이 그의 배에 어떻게 실렸는지 다음과 같이 묘사했다: 
거기서 나는 다호메이 왕을 만나러 갔다. 왕자와의 일을 순조롭게 처리한 후 우리는 4천 명의 나체 포로들을 가두어 놓은 창고로 갔고, 그들은 나에게 125명을 선택할 자유를 주면서 나를 위해 낙인을 찍겠다고 제안했지만, 나는 단호히 거부했다. 노예 화물을 싣기 시작하여 110명을 성공적으로 배에 실었다.

맥크리어는 요루바족의 일원이었다. 그녀는 평생 눈에 띄는 전통적인 얼굴 흉터를 가지고 있었다. 두 살 때, 맥크리어와 그녀의 어머니 그레이시, 그리고 언니 샐리(미국에서 얻은 이름)는 농장주인 메모러블 크리그에게 붙잡혀 팔렸다. 그들은 1860년에 클로틸다에 의해 운송된 100명 이상의 아프리카인들 중 하나였다. 그녀에게는 이름이 알려지지 않은 두 명의 다른 자매와 의붓아버지 가이가 있었다. 자매들은 나중에 어머니와 떨어져 팔려갔고 다시는 만나지 못했다.
1865년 노예 제도가 폐지된 후, 맥크리어(처음에는 크리그라는 성을 사용했다)는 친척들과 함께 앨라배마에서 소작농으로 계속 일했다. 그녀는 결혼하지 않았지만, 손자의 말에 따르면 독일 태생의 백인 남성과의 사이에 14명의 자녀를 두었다. 그녀는 이름을 크리그에서 맥크리어로 바꾸었다.
70대였던 맥크리어는 노예 생활에 대한 보상금을 청구했지만 기각되었다. 더킨에 따르면, 그녀는 평생 요루바족 전통 방식의 머리 모양을 유지했던 것으로 보인다.
1940년 1월, 맥크리어는 뇌졸중으로 쓰러져 병을 얻었다. 그녀는 1월 13일 앨라배마 댈러스군 셀마에서 83세의 나이로 사망했다.
2020년 더킨의 연구가 발표되기 전에는 맥크리어와 동시대 인물인 레도시 (1848년경 – 1937년)가 클로틸다와 대서양 노예 무역의 마지막 생존자로 알려져 있었다.

## 같이 보기
- 미국 노예 마지막 생존자 목록